# Peperomia retusa
Peperomia retusa là một loài thực vật có hoa trong họ Hồ tiêu. Loài này được (L. f.) A. Dietr. miêu tả khoa học đầu tiên năm 1831.